# Un amour de Noël
Un amour de Noël (Single Santa Seeks Mrs. Claus) est un téléfilm de Noël américain réalisé par Harvey Frost, diffusé le 11 décembre 2004 sur Hallmark Channel.
Il est suivi du film Un amour de Noël 2 (en) (Meet the Santas), diffusé le 17 décembre 2005.

## Synopsis
Nick, le fils du Père Noël, doit se préparer à prendre la succession de son père et devenir le nouveau Père Noël et à épouser la belle Beth.

## Fiche technique
- Titre original : Single Santa seeks Mrs. Claus
- Titre français : Un amour de Noël
- Titre québécois : La fiancée du Père Noël
- Réalisation : Harvey Frost
- Scénariste : Pamela Wallace
- Durée : 96 minutes

## Distribution
- Steve Guttenberg : Nick
- Crystal Bernard : Beth Sawtelle
- Dominic Scott Kay : Jake Sawtelle
- Thomas Calabro : Andrew West
- Armin Shimerman : Ernest
- Sebastian Tillinger : Michael Hennesy

## Autour du téléfilm
- Suite : Un amour de Noël 2 (Meet the Santas), diffusé en 2005, réalisé par Harvey Frost, avec Crystal Bernard (Beth Sawtelle), Steve Guttenberg (Nick) et Dominic Scott Kay.